# Nationalstraße 106 (China)

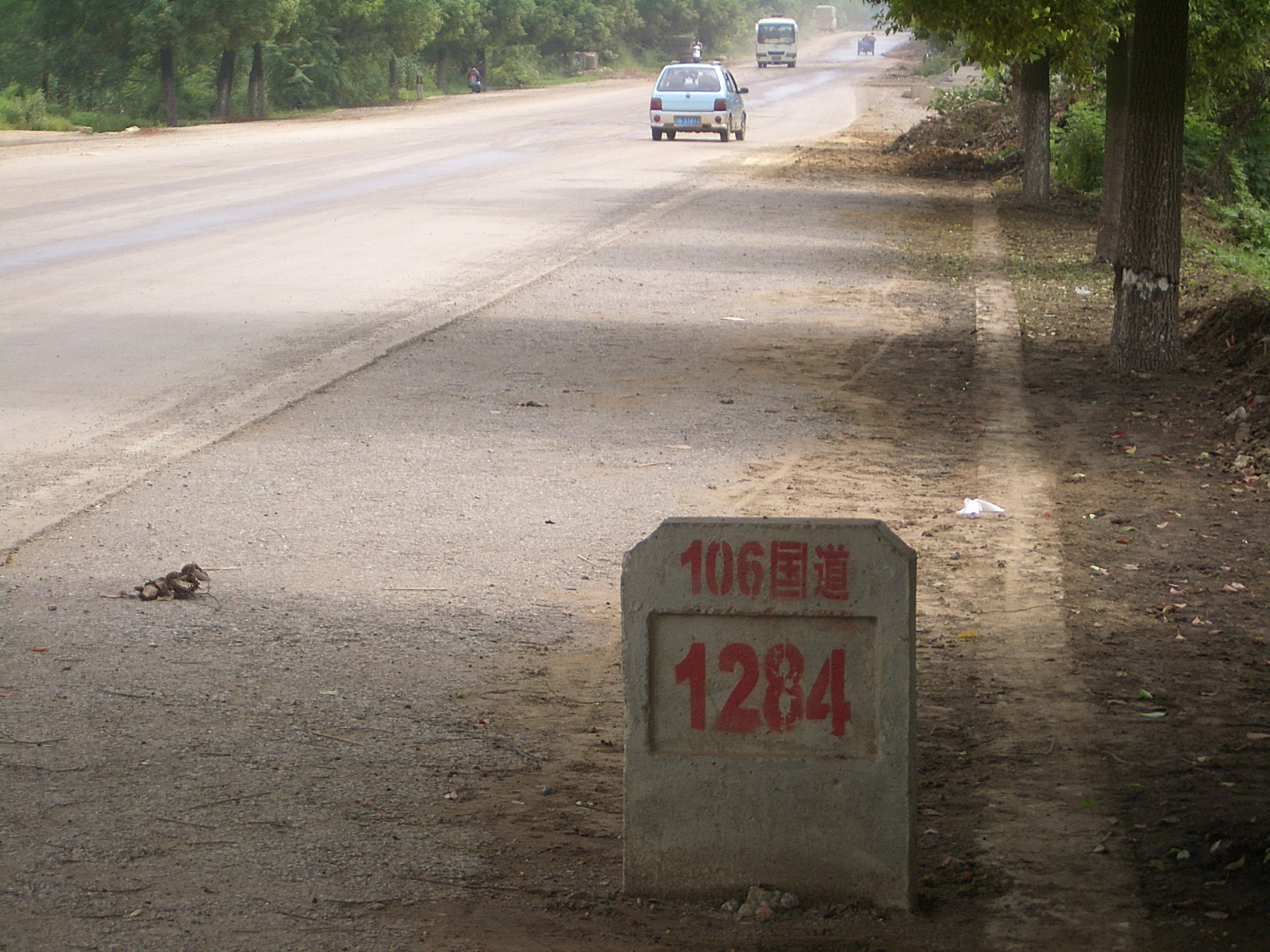
Die G106 1.284 km von Peking entfernt

Die chinesische Nationalstraße 106 (chinesisch 106国道, Pinyin 106 Guódào, englisch China National Highway 106), chin. Abk. G106, ist eine 2.466 km lange Fernstraße auf dem Gebiet der regierungsmittelbaren Stadt Peking sowie in den Provinzen Hebei, Henan, Hubei, Hunan und Guangdong. Sie führt von der Hauptstadt Peking (Beijing) über Bazhou, Hejian, Nangong, Nanle, Puyang, Huaiyang, Daye, Liuyang, Rucheng, Fogang, Huadu nach Guangzhou (Kanton). Die G106 verläuft parallel zur G105 und G107.